# Mori (Olaszország)
Mori település Olaszországban, Trento megyében. Lakosainak száma 10 106 fő (2023. január 1.). Mori Ala, Arco, Brentonico, Isera, Nago–Torbole, Ronzo-Chienis és Rovereto községekkel határos.

## Népesség
A település népességének változása:
| Lakosok száma | 9746 | 9846 | 10 106 |
|               | 2017 | 2018 | 2023   |